# Dichorisandra leucophthalmos
Dichorisandra leucophthalmos là một loài thực vật có hoa trong họ Commelinaceae. Loài này được Hook. mô tả khoa học đầu tiên năm 1853.